# Route B9 (Chypre)
Pour les articles homonymes, voir B9 et Route B9.
La route B9 est une route chypriote reliant Nicosie à Troodos,.

## Tracé
- Nicosie
- Kokkinotrimithiá
- Akaki
- Peristerona (en)
- Astromerítis
- Evrychou (en)
- Sinaoros (en)
- Galata (en)
- Troodos